# Zucchero
Zucchero, artiestennaam van Adelmo Fornaciari (Reggio Emilia, 25 september 1955), is een Italiaanse zanger, tekstschrijver, componist en producer. 'Zucchero' is Italiaans voor 'suiker', een bijnaam die hij ooit van een lerares kreeg.

## Levensloop
Zucchero brak in 1985 door in Italië na zijn deelname aan het Festival van Sanremo met het nummer Donne. Na enkele goedverkopende albums volgde in 1987 het album "Blue's" dat het best verkochte album ooit in Italië werd en gemaakt werd met sessiemuzikanten als Clarence Clemons en Memphis Horns. In 1989 volgde het album "Oro incenso e birra" (lett. "Goud wierook en bier", een woordspelige verwijzing naar het Bijbelse "Goud, wierook en mirre"/"Oro incenso e mirra") met gastoptredens van Ennio Morricone, Rufus Thomas en Eric Clapton en dat de hits "Diavolo in me" en "Diamante" bevatte. In 1991 volgde de Europese doorbraak met een heropname van zijn vroegere hit Senza una donna (Engels: Without a woman) samen met Paul Young. Hiermee behaalde hij internationaal succes, net als met een Engelse versie van Diamante met Randy Crawford.
In 1992 nam Zucchero het crossoverstuk Miserere op samen met Luciano Pavarotti. De demo van dit nummer werd ingezongen door de dan nog onbekende Andrea Bocelli, die later tijdens Zucchero's Miserere tour de klassieke vocals voor zijn rekening nam en in 1994 met het door Zucchero geschreven Il mare calmo della sera zelf doorbrak. In 1994 nam Zucchero zelf deel aan Woodstock '94.
In 1996 haalde Zucchero een internationale hit met Il volo van het studioalbum "Spirito DiVino", dat een jaar eerder uitgekomen was. In 1996 volgde een compilatiealbum, "The best of Zucchero Sugar Fornaciari's Greatest Hits" dat vooral gebaseerd is op nummers van "Blue's", "Oro Incenso e Birra" en "Spirito DiVino". Na een lange wereldtournee bracht Zucchero in 1998 het album "Bluesugar" uit, waarvan de eerste single "Blue" geschreven werd met Bono van U2 en toerde wederom door Europa en de VS. In 2001 volgde het album "Shake" dat onder meer het laatste nummer dat blueslegende John Lee Hooker voor zijn dood opnam ("Ali D'Oro") en de Europese zomerhit "Baila (Sexy Thing)" bevat.
In mei 2004 bracht Zucchero het album Zu & Co. uit, waarin hij duetten zingt met grote artiesten, onder wie Luciano Pavarotti, Andrea Bocelli, Tom Jones, Eric Clapton, Miles Davis en Sting. In oktober volgde de dvd 'Zu & Co. Live at the Royal Albert Hall waarop Zucchero samen met onder anderen Eric Clapton, Luciano Pavarotti, Paul Young, Brian May en Solomon Burke nummers van 'Zu & Co.' ten gehore bracht. In 2005 volgde een Nederlandse versie van "Zu & Co." met een speciaal hiervoor opgenomen duet met Ilse DeLange.
In september 2006 is 'Fly', een nieuw studioalbum van Zucchero, uitgekomen, geproduceerd door Don Was. De eerste single was "Bacco Perbacco", die gevolgd werd in begin 2007 door "Occhi", beiden waren Paradeplaat op Radio 2. Op 27 en 28 mei 2007 gaf Zucchero een concert in de Amsterdamse Heineken Music Hall.
In november 2007 komt een nieuw compilatiealbum uit onder de titel All the Best. In 2008 toerde Zucchero naar aanleiding van dit album, en gaf drie concerten in Nederland: in Ahoy, Rotterdam, in De Oosterpoort, Groningen en in Vredenburg Leidsche Rijn, (Utrecht).
In november 2010 kwam Chocabeck, een nieuw studioalbum, geproduceerd door Don Was en Brendan O'Brien, uit. Het album kwam vooraf aan de single E Un Peccato Morir. Op het album is onder meer oud Beach Boys zanger Brian Wilson te gast als achtergrondzanger. In mei 2011 trad hij op in Ahoy, en in november 2011 heeft Zucchero opgetreden in de Heineken Music Hall in Amsterdam.

## Goede doelen
Naast zijn normale optredens, treedt Zucchero veelal op tijdens benefietconcerten, zoals de Pavarotti & Friends concerten voor War Child, het Netaid concert in New York, en twee van de Live 8 concerten. Bovendien is Zucchero een van de ambassadeurs van 46664, de benefietorganisatie van Nelson Mandela, die aandacht probeert te vestigen op het probleem van hiv/aids in Afrika en de rest van de wereld. Daarnaast gaan opbrengsten van sommige albums naar aidsbestrijding en de Italiaanse Multiple Sclerose organisatie AISM. In 2006 werd Zucchero door de toenmalige Italiaanse president Carlo Azeglio Ciampi benoemd tot 'commendatore' vanwege zijn internationale promotie van de Italiaanse muziek.

## Discografie

### Albums
| Album met eventuele hitnotering(en) in de Nederlandse Album Top 100     | Datum van verschijnen | Datum van binnenkomst | Hoogste positie | Aantal weken | Opmerkingen      |
| ----------------------------------------------------------------------- | --------------------- | --------------------- | --------------- | ------------ | ---------------- |
| Un po' di Zucchero'                                                     | 1983                  | -                     | -               | -            |                  |
| Zucchero & The Randy Jackson Band                                       | 1985                  | -                     | -               | -            |                  |
| Rispetto                                                                | 1986                  | -                     | -               | -            |                  |
| Blue's                                                                  | 1987                  | 12-03-1988            | 41              | 7            |                  |
| Oro, incenso e birra                                                    | 1989                  | 31-03-1990            | 36              | 12           |                  |
| Zucchero                                                                | 1990                  | 01-06-1991            | 13              | 20           |                  |
| Uykkepo - Live at the Kremlin                                           | 1991                  | -                     | -               | -            | Livealbum        |
| Miserere                                                                | 1992                  | 24-10-1992            | 73              | 3            |                  |
| Diamante                                                                | 1994                  | -                     | -               | -            | Verzamelalbum    |
| Spirito DiVino                                                          | 1995                  | 31-08-1996            | 29              | 19           |                  |
| The Best of Zucchero Sugar Fornaciari's Greatest Hits                   | 25-11-1996            | 07-12-1996            | 15              | 38           | Verzamelalbum    |
| BlueSugar                                                               | 1998                  | -                     | -               | -            |                  |
| Overdose d'amore - The Ballads                                          | 1999                  | -                     | -               | -            | Verzamelalbum    |
| The Best of Zucchero Sugar Fornaciari's Greatest Hits - Special Edition | 1999                  | -                     | -               | -            | Verzamelalbum    |
| Shake                                                                   | 18-09-2001            | 13-10-2001            | 67              | 3            |                  |
| Zu & Co.                                                                | 14-05-2004            | 22-05-2004            | 14              | 37           | Verzamelalbum    |
| Fly                                                                     | 22-09-2006            | 30-09-2006            | 29              | 13           |                  |
| All the Best                                                            | 19-11-2007            | 02-02-2008            | 64              | 8            | Verzamelalbum    |
| Live in Italy                                                           | 28-11-2008            | -                     | -               | -            | Livealbum        |
| Chocabeck                                                               | 05-11-2010            | 13-11-2010            | 31              | 8            |                  |
| La sesión Cubana                                                        | 19-11-2012            | 01-12-2012            | 57              | 6            |                  |
| Una Rosa Blanca                                                         | 03-12-2013            | -                     | -               | -            | Livealbum        |
| Black Cat                                                               | 29-04-2016            | 07-05-2016            | 24              | 2            |                  |
| Studio Vinyl Collection                                                 | 2016                  | -                     | -               | -            | Verzamelalbum    |
| Black Cat Live                                                          | 2017                  | -                     | -               | -            | Livealbum        |
| Wanted                                                                  | 03-11-2017            | -                     | -               | -            | Verzamelalbum    |
| Wanted - Duets & Rarities                                               | 2018                  | -                     | -               | -            | Verzamelalbum    |
| D.O.C.                                                                  | 08-11-2019            | -                     | -               | -            |                  |
| Inacustico - D.O.C. & More                                              | 14-05-2021            | -                     | -               | -            | Akoestisch album |
| Discover                                                                | 19-11-2021            | -                     | -               | -            |                  |
| Discover II                                                             | 08-11-2024            | -                     | -               | -            |                  |

| Album met hitnotering(en) in de Vlaamse Ultratop 200 albums             | Datum van verschijnen | Datum van binnenkomst | Hoogste positie | Aantal weken | Opmerkingen   |
| ----------------------------------------------------------------------- | --------------------- | --------------------- | --------------- | ------------ | ------------- |
| Spirito DiVino                                                          | 1996                  | 23-03-1996            | 15              | 24           |               |
| The Best of Zucchero Sugar Fornaciari's Greatest Hits                   | 1996                  | 14-12-1996            | 4               | 26           | Verzamelalbum |
| The Best of Zucchero Sugar Fornaciari's Greatest Hits - Special Edition | 1999                  | 25-12-1999            | 38              | 3            | Verzamelalbum |
| Shake                                                                   | 2001                  | 06-10-2001            | 39              | 11           |               |
| Zu & Co.                                                                | 2004                  | 29-05-2004            | 26              | 25           | Verzamelalbum |
| Fly                                                                     | 2006                  | 07-10-2006            | 48              | 8            |               |
| All the Best                                                            | 2007                  | 08-12-2007            | 50              | 14           | Verzamelalbum |
| Chocabeck                                                               | 2010                  | 20-11-2010            | 47              | 12           |               |
| La sesión Cubana                                                        | 2012                  | 01-12-2012            | 52              | 24           |               |
| Black Cat                                                               | 2016                  | 07-05-2016            | 33              | 19           |               |
| Wanted                                                                  | 2017                  | 25-11-2017            | 113             | 2            | Verzamelalbum |
| D.O.C.                                                                  | 2019                  | 16-11-2019            | 73              | 1            |               |

### Singles
| Single met eventuele hitnotering(en) in de Nederlandse Top 40 | Datum van verschijnen | Datum van binnenkomst | Hoogste positie | Aantal weken | Opmerkingen                                                       |
| ------------------------------------------------------------- | --------------------- | --------------------- | --------------- | ------------ | ----------------------------------------------------------------- |
| Senza una donna                                               | 1987                  | 19-03-1988            | 26              | 5            | Nr. 28 in de Single Top 100                                       |
| Diamante                                                      | 1990                  | 24-03-1990            | 20              | 6            | Nr. 18 in de Single Top 100                                       |
| Madre dolcissima                                              | 1990                  | -                     | tip 6           | -            | Nr. 49 in de Single Top 100                                       |
| Senza una donna (Without a woman)                             | 1991                  | 25-05-1991            | 3               | 11           | met Paul Young Nr. 2 in de Single Top 100                         |
| Wonderful world                                               | 1991                  | -                     | tip 12          | -            | met Eric Clapton Nr. 42 in de Single Top 100                      |
| Miserere                                                      | 1992                  | -                     | tip 6           | -            | met Luciano Pavarotti Nr. 41 in de Single Top 100                 |
| Il volo                                                       | 1995                  | 21-09-1996            | 15              | 11           | Nr. 17 in de Single Top 100                                       |
| Così celeste                                                  | 1995                  | -                     | -               | -            | Nr. 73 in de Single Top 100                                       |
| Menta e rosmarino                                             | 1997                  | -                     | -               | -            | Nr. 92 in de Single Top 100                                       |
| Baila (Sexy thing)                                            | 2001                  | -                     | -               | -            | Nr. 90 in de Single Top 100                                       |
| Ali d'oro                                                     | 2002                  | -                     | -               | -            | met John Lee Hooker Nr. 91 in de Single Top 100                   |
| Everybody's Got to Learn Sometime                             | 2004                  | -                     | -               | -            | met Vanessa Carlton ft. Haylie Hecker Nr. 90 in de Single Top 100 |
| Blue                                                          | 2005                  | 05-03-2005            | 23              | 5            | met Ilse DeLange Nr. 10 in de Single Top 100                      |

| Single met hitnotering(en) in de Vlaamse Ultratop 50 | Datum van verschijnen | Datum van binnenkomst | Hoogste positie | Aantal weken | Opmerkingen                           |
| ---------------------------------------------------- | --------------------- | --------------------- | --------------- | ------------ | ------------------------------------- |
| Senza una donna (Without a woman)                    | 1991                  | 04-05-1991            | 1(2wk)          | 17           | met Paul Young                        |
| Wonderful world                                      | 1991                  | 17-08-1991            | 23              | 9            | met Eric Clapton                      |
| Diamante                                             | 1991                  | 15-02-1992            | 9               | 13           | met Randy Crawford                    |
| Miserere                                             | 1992                  | 24-10-1992            | 24              | 9            | met Luciano Pavarotti                 |
| Il volo                                              | 1995                  | 23-03-1996            | 5               | 18           |                                       |
| What Are We Waiting For                              | 1997                  | 25-10-1997            | 48              | 2            | met Alannah Myles                     |
| Baila (Sexy thing)                                   | 2001                  | 13-10-2001            | 23              | 13           |                                       |
| Ahum                                                 | 2001                  | -                     | tip 7           | -            | ft. DeNetria Champ (Chance)           |
| Everybody's Got to Learn Sometime                    | 2004                  | -                     | tip 13          | -            | met Vanessa Carlton ft. Haylie Hecker |
| Chocabeck                                            | 2010                  | 27-11-2010            | 43              | 1            |                                       |
| Voci (Namanama Version)                              | 2016                  | -                     | tip             | -            |                                       |

### NPO Radio 2 Top 2000
| Nummers met noteringen in de NPO Radio 2 Top 2000 | '99  | '00 | '01 | '02  | '03  | '04  | '05  | '06  | '07 | '08  | '09  | '10  | '11  | '12  | '13  | '14  | '15  | '16  | '17  | '18  | '19  | '20  | '21  | '22 | '23  | '24  |
| ------------------------------------------------- | ---- | --- | --- | ---- | ---- | ---- | ---- | ---- | --- | ---- | ---- | ---- | ---- | ---- | ---- | ---- | ---- | ---- | ---- | ---- | ---- | ---- | ---- | --- | ---- | ---- |
| Baila (sexy thing)                                | ×    | ×   | -   | -    | -    | -    | -    | -    | -   | -    | 1987 | 1827 | 1911 | -    | -    | -    | -    | -    | -    | -    | -    | -    | -    | -   | -    | -    |
| Così celeste                                      | 1092 | -   | -   | 1690 | 1667 | 1483 | 1293 | 1281 | 932 | 1253 | 1913 | 1496 | 1443 | 1541 | 1592 | 1709 | 1658 | -    | -    | -    | -    | -    | -    | -   | -    | -    |
| DIamante                                          | -    | -   | -   | -    | -    | -    | 1250 | 967  | 725 | 1319 | 1171 | 1002 | 1053 | 1268 | 1433 | 1393 | 1466 | -    | 1975 | -    | -    | -    | -    | -   | -    | -    |
| Il volo                                           | 576  | 414 | 421 | 420  | 458  | 545  | 480  | 594  | 574 | 525  | 794  | 740  | 633  | 788  | 768  | 756  | 878  | 1157 | 1036 | 1226 | 1277 | 1066 | 1030 | 999 | 1074 | 1114 |
| Senza una donna (met Paul Young)                  | 605  | -   | 788 | 1163 | 811  | 777  | 741  | 706  | 523 | 665  | 923  | 763  | 832  | 1288 | 1372 | 1212 | 1189 | 1273 | 1558 | -    | -    | -    | -    | -   | -    | -    |

1. ↑  Een '-' betekent dat het nummer niet was genoteerd, een '×' betekent dat het nummer nog niet was uitgebracht en een vetgedrukt getal geeft de hoogste notering van een nummer aan.

### Dvd's
| Dvd's met hitnoteringen in de Nederlandse Music Top 30 | Datum van verschijnen | Datum van binnenkomst | Hoogste positie | Aantal weken | Opmerkingen                   |
| ------------------------------------------------------ | --------------------- | --------------------- | --------------- | ------------ | ----------------------------- |
| Zu & Co.Live at the Royal Albert Hall                  | 2004                  | 06-11-2004            | 5               | 54           | als Zucchero Sugar Fornaciari |
| Uykkepo - Live at the Kremlin                          | 2007                  | 09-06-2007            | 14              | 1            |                               |

- Biblioteca Nacional de España: XX1040237
- Bibliothèque nationale de France: cb13932563h (data)
- Gemeinsame Normdatei: 120388618
- International Standard Name Identifier: 0000 0001 2029 8105
- Library of Congress Control Number: no98027726
- MusicBrainz: 00ed154e-8679-42f0-8f42-e59bd7e185af
- Nationale Bibliotheek van Tsjechië: xx0016466
- Nationale Bibliotheek van Israël: 987007330166105171
- Nationale Bibliotheek van Polen: a0000003642334
- Nationale en Universitaire bibliotheek Zagreb: 000413983
- Nederlandse Thesaurus van Auteursnamen: 074915053
- Istituto Centrale per il Catalogo Unico: REAV091824
- SNAC: w6710q3c
- Système universitaire de documentation: 086949519
- Virtual International Authority File: 85404438
- WorldCat: E39PBJbM4ffMRmcXfRpFpjQg8C